# AOI名古屋病院
AOI名古屋病院（エーオーアイ なごやびょういん）は、愛知県名古屋市東区にある病院である。旧称は名古屋逓信病院。

## 概要
2019年（平成31年）4月1日、日本郵政から医療法人社団葵会に譲渡され、名古屋逓信病院からAOI名古屋病院に改称した。

## 沿革
- 1922年（大正11年）7月16日 - 逓信省の職域病院として開設される。
- 1949年（昭和24年）6月1日 - 逓信省が廃止され郵政省が新設される。
- 1981年（昭和56年）
  - 5月22日 - 総合病院となる。
  - 8月1日 - 保険医療機関に指定される。同日、病院を一般開放する。
- 2001年（平成13年）1月6日 - 郵政省は郵政事業庁に再編される。
- 2003年（平成15年）4月1日 - 日本郵政公社が発足。
- 2007年（平成19年）10月1日 - 郵政民営化にともない日本郵政公社から日本郵政株式会社の企業立病院となる。
- 2014年（平成26年）4月 - 当院内に名古屋大学医学部附属病院地域包括医療連携センターを設置。
- 2019年（平成31年）4月1日 - 日本郵政株式会社から医療法人社団葵会へ譲渡。「AOI名古屋病院」に改称。
- 2022年（令和4年）4月2日 - 医療療養病床を増床[4]。96床から167床に増[5]。

## 診療科目
- 内科
- 老年内科
- 呼吸器内科
- 小児科
- 外科
- 整形外科
- 皮膚科
- 泌尿器科
- 産婦人科
- 眼科

## 交通アクセス
- 名古屋市営地下鉄桜通線「高岳駅」から徒歩で約6分。
- 名古屋市営バス「東片端」バス停で下車。